# 中村昌永
中村 昌永（なかむら まさなが、1984年（昭和59年）8月8日 - ）は、兵庫県出身の空手家。国際空手道連盟 極真会館中村道場の代表。段位は八段。育英高等学校を経て流通科学大学卒業。

## 人物
兵庫県神戸市出身。
大学卒業後、道場職員として本格的に参加、極真カラテの指導法を学ぶ。
2010年全アジア軽量級チャンピオン、全日本ウェイト制中量級及び軽重量級優勝、2015年世界大会日本代表。
2016年12月、極真会館（松井派）独立を機に、中村道場の代表に就任。

## 主な戦績（松井派主催）
- 2010年 第10回全アジア大会軽量級 優勝
- 2010年 第42回全日本大会ベスト16・敢闘賞
- 2012年 イラン国際大会中量級 優勝
- 2013年 第30回全日本ウェイト制大会中量級 優勝
- 2015年 第32回全日本ウェイト制大会軽重量級 優勝